# Josef Lechner (Politiker)
Josef Lechner (* 26. Juni 1884 in Schwaim, Bad Griesbach im Rottal; † 19. November 1965 ebenda) war ein deutscher Politiker der Bayernpartei.

## Leben
Lechner besuchte die Volks- und Fortbildungs- und Landwirtschaftsschule. Nach seiner vierjährigen Teilnahme am Ersten Weltkrieg übernahm er den 50 ha großen Hof seiner Eltern und war als Landwirt tätig.
Er war vom 21. Juni 2028 bis zum 23. April 1932 für den Stimmkreis Pfarrkirchen, Griesbach Mitglied des Bayerischen Landtages. Später war er für den Wahlkreis Niederbayern vom 27. November 1950 bis zum 3. Dezember 1958 nochmal Mitglied des Landtages und Mitglied der BP-Fraktion. Im Landtag war er zudem Mitglied des Ausschusses für Ernährung und Landwirtschaft und des Ausschusses für Angelegenheiten der Heimatvertriebenen und Kriegsfolgegeschädigten.